# La ea te-ai gândit?
La ea te-ai gândit? este un film românesc din 1972 regizat de Dumitru Done.